# Пока я не исчезну
«Пока я не исчезну» (англ. Before I Disappear) — американский фильм-драма 2014 года, снятый режиссёром Шоном Кристенсеном и основанный на его же работе 2012 года Curfew, которая была удостоена премии «Оскар» за лучший короткометражный фильм.

## Сюжет
Ричи — загнанный молодой человек, работающий уборщиком в клубе, — обнаруживает в туалете труп девушки, которая умерла от передозировки. Владелец клуба Билл скрывает это происшествие от властей, опасаясь закрытия заведения. Подавленный Ричи пытается покончить жизнь самоубийством, но в этот момент ему звонит сестра Мэгги и просит забрать свою одиннадцатилетнюю дочь Софию из школы. Встреча с девочкой оказывает неожиданное влияние на главного героя, возвращая его к жизни.

## В ролях
- Шон Кристенсен — Ричи
- Фатима Птачек — София
- Эмми Россум — Мэгги
- Пол Уэсли — Гидеон
- Рон Перлман — Билл
- Ричард Шифф — Брюс

## Награды и номинации
- 2014 — номинация на приз Venezia Classici на Венецианском кинофестивале.
- 2014 — специальное упоминание награды «Свободный дух» на Варшавском кинофестивале.
- 2014 — гран-при жюри за лучший режиссёрский дебют на кинофестивале в Нашвилле.
- 2014 — специальное упоминание на кинофестивале в Рейкьявике.
- 2014 — приз зрительских симпатий кинофестиваля South by Southwest.
- 2014 — приз за лучший фильм на кинофестивалях в Вейле и Фредериксберге.
- 2014 — приз зрительских симпатий, а также призы за лучшую режиссуру и лучшую операторскую работу на Hell's Half Mile Film & Music Festival в Бей-Сити.